# چارلز تاکی
چارلز تاکی (انگلیسی: Charles Takyi؛ زادهٔ ۱۲ نوامبر ۱۹۸۴) بازیکن فوتبال اهل غنا است.
از باشگاه‌هایی که در آن بازی کرده‌است می‌توان به باشگاه ورزشی الفجیره امارات، باشگاه فوتبال گروتر فورث، باشگاه فوتبال شالکه ۰۴، باشگاه فوتبال هامبورگ، باشگاه فوتبال انرژی کوتبوس، و باشگاه فوتبال سن پائولی اشاره کرد.
وی همچنین در تیم‌های ملی فوتبال جوانان آلمان، و جوانان آلمان، و جوانان آلمان، و جوانان آلمان، و غنا بازی کرده‌است.